# 波古拉坡遗址
波古拉坡遗址，位于中国青海省民和县隆治乡张家村，为青海省市县级文物保护单位，公布日期为1987年4月16日，类型为古遗址。
波古拉坡遗址的历史年代为马家窑类型、马厂类型。